# Ignac Kavec
Ignac Kavec, slovenski hokejist, * 20. februar 1953, Ljubljana.
Kavec je bil dolgoletni hokejist HK Olimpija v jugoslovanski ligi, kjer je dve sezoni igral tudi za HK Partizan Beograd, eno pa za KHL Medveščak. S Partizanom je v sezoni 1985/86 osvojil naslov državnega prvaka. V zadnjem delu kariere je igral tudi v italijanski ligi za HC Alleghe in HC Como.
Kavec je za Jugoslavijo nastopil v hokejski reprezentanci na Zimskih olimpijskih igrah 1976 v Innsbrucku. Ekipa je na olimpijadi zasedla deseto mesto. 

## Pregled kariere (nepopoln)
Odebeljeno - reprezentančni nastopi, glej tudi Statistika pri hokeju na ledu.
| Moštvo              | Liga               | Sezona |    | Redni del | Redni del | Redni del | Redni del | Redni del | Redni del |   | Končnica | Končnica | Končnica | Končnica | Končnica | Končnica |
| ------------------- | ------------------ | ------ | -- | --------- | --------- | --------- | --------- | --------- | --------- | - | -------- | -------- | -------- | -------- | -------- | -------- |
| Moštvo              | Liga               | Sezona | OT | G         | P         | T         | +/-       | KM        | OT        | G | P        | T        | +/-      | KM       |          |          |
| HC Alleghe          | Italijanska liga   | 81/82  |    |           |           |           |           |           |           |   |          |          |          |          |          |          |
| HC Alleghe          | Italijanska liga   | 82/83  |    |           |           |           |           |           |           |   |          |          |          |          |          |          |
| HK Partizan Beograd | Jugoslovanska liga | 85/86  |    |           |           |           |           |           |           |   |          |          |          |          |          |          |
| HK Partizan Beograd | Jugoslovanska liga | 86/87  |    |           |           |           |           |           |           |   |          |          |          |          |          |          |
| KHL Medveščak       | Jugoslovanska liga | 87/88  |    |           |           |           |           |           |           |   |          |          |          |          |          |          |
| HC Como             | Italijanska liga   | 89/90  |    |           |           |           |           |           |           |   |          |          |          |          |          |          |
| HC Como             | Italijanska liga   | 90/91  |    |           |           |           |           |           |           |   |          |          |          |          |          |          |
| Skupaj              |                    |        |    |           |           |           |           |           |           |   |          |          |          |          |          |          |